# 高山亮叶鼠李
高山亮叶鼠李（学名：Rhamnus hemsleyana var. yunnanensis）为鼠李科鼠李属下的一个变种。

## 扩展阅读
- 維基物種上的相關：高山亮叶鼠李